# Велосипедний транспорт

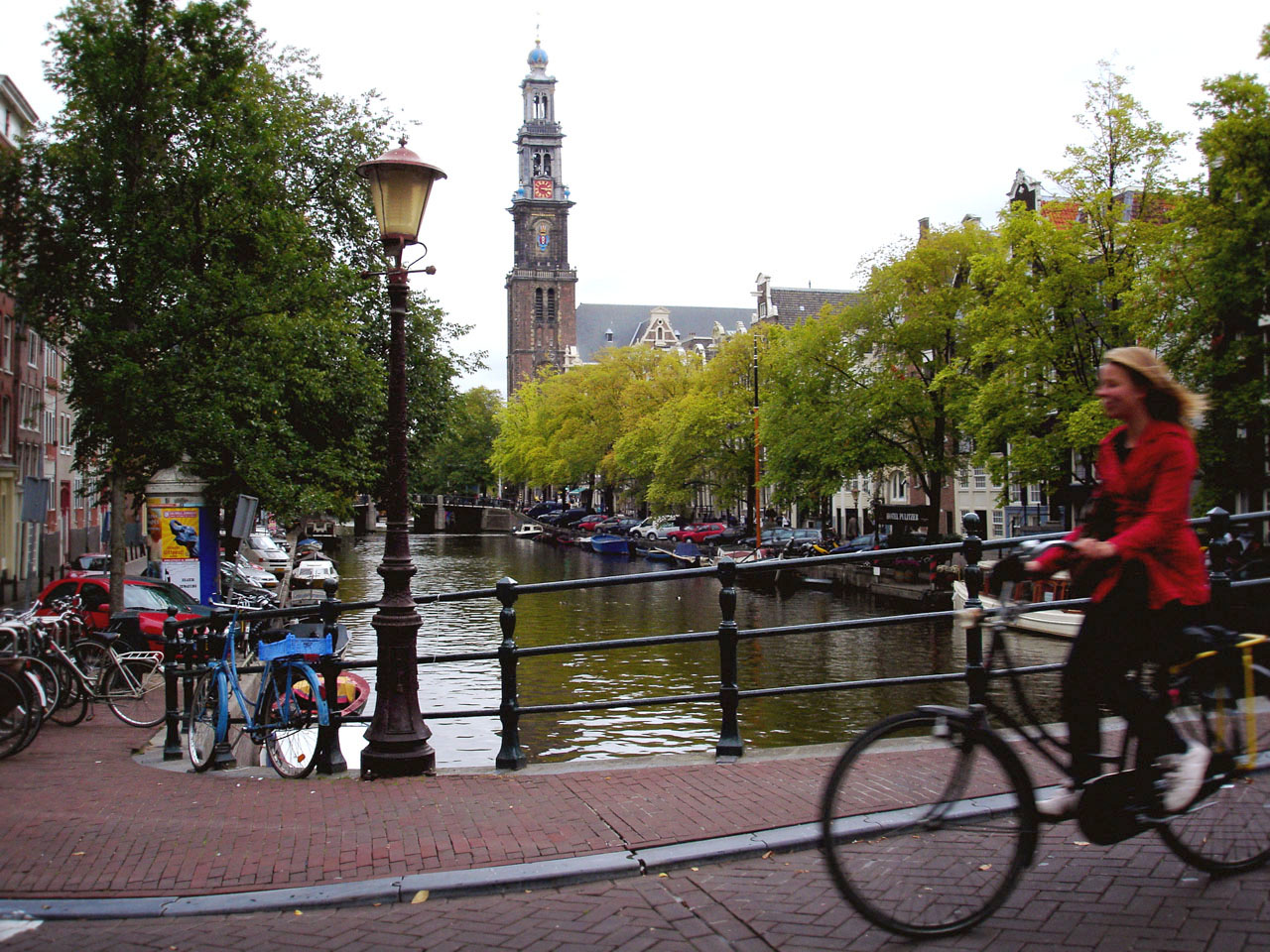
Велотранспорт в Амстердамі

Використання велосипеда в якості транспорту (англ. Utility cycling) — концепція, яка розглядає велосипед переважно як транспортний засіб, а не як розвага чи засіб для спорту. Використання велосипеда для перевезення людей і вантажів — це найпоширеніше застосування велосипеда в світі.